# LanguageTool
LanguageTool — это свободно распространяемое программное обеспечение с открытым исходным кодом, предназначенное для проверки грамматики, стилистики и орфографии. Все функции этой программы доступны для скачивания.
.
На сайте LanguageTool доступен собственный партнерский проект под названием LanguageTool Premium (ранее LanguageTool Plus). Этот инструмент предлагает улучшенное обнаружение ошибок на английском и немецком языках, а также облегчает редактирование более длинных текстов в соответствии с моделью открытого ядра.

## Обзор
LanguageTool был создан Даниелем Набером для его дипломной работы в 2003 (тогда написан на языке Python).
Поддерживает 31 язык, каждый из которых разрабатывают волонтеры, преимущественно носители этих языков.
Ядро программы является свободным и открытым программным обеспечением; его можно загрузить для использования офлайн.
Некоторые языки используют данные n-грамм, имеющих большой размер и требуют значительных вычислительных мощностей и скорости ввода / вывода для дополнительных возможностей.
Поэтому LanguageTool также предлагают, как веб-службу, обрабатывает данные n-грамм на сервере.
LanguageToolPlus также использует n-грамм, как часть своей бизнес модели фримиум.
Веб-службу LanguageTool можно использовать через веб-интерфейс в браузере или через специализированные приложения клиент-сервер для
Microsoft Office, LibreOffice,
Apache OpenOffice,
Vim,
Emacs,
Firefox,
Thunderbird,,
Google Chrome и Opera.
Веб-клиент можно интегрировать на веб-сайтах. Плагин для проверки грамматики, орфографии и стиля на основе LanguageTool встроен в свободную систему автоматизированного перевода OmegaT.